# حشره‌خوار جالوت
 حشره‌خوار جالوت (نام علمی: Crocidura goliath) نام یک گونه از سرده حشره‌خوارهای دندان‌سفید است.